# Omique
Ne doit pas être confondu avec Ohmique.
Les branches de la science connues sous le nom d'omiques (ou -omiques) sont constituées de diverses disciplines de la biologie dont les noms se terminent par le suffixe « -omique », comme la génomique, la protéomique, la métabolomique, la métagénomique et la transcriptomique. Les « omiques » visent la caractérisation et la quantification collectives de pools de molécules biologiques qui se traduisent par la structure, la fonction et la dynamique d'un ou plusieurs organismes: le tout étant souvent utilisé pour décrire ou comprendre un phénotype.
Le suffixe -ome est utilisé pour désigner les objets d'étude de ces domaines, tels que le génome, le protéome ou le métabolome respectivement. « -ome » tel qu'il est utilisé en biologie moléculaire fait référence à une sorte de « totalité » (« globalité »).

## Étymologie
« -Ome » trouve son origine dans une variante de la terminaison grecque -ωμα (« -oma ») et s'emploie de plus en plus à partir du XIXe siècle. Il apparaissait à l'origine dans des termes comme sclérome ou rhizome. Tous ces termes dérivent de mots grecs en -ωμα, une séquence qui n'est pas un suffixe unique, mais analysable comme -ω-μα, le -ω- appartenant au radical du mot (généralement un verbe) et le -μα étant un véritable suffixe grec formant des noms abstraits. C'est un exemple de « néo-suffixe » formé par abstraction de divers termes grecs en -ωμα; séquence qui ne formait pas un suffixe identifiable en grec.
L'Oxford English Dictionary suggère que sa troisième définition est issue d'une rétroformation de mitome. Les premières attestations incluent biome (1916) et génome (d'abord défini sous le nom « Genom » en allemand par Hans Winkler en 1920).
L'association avec « chromosome » en biologie moléculaire est due à une étymologie hasardeuse: le mot dérive des racines grecques χρωμ(ατ)- « couleur » et σωμ(ατ)- « corps ». Alors que σωμα (« corps ») contient véritablement le suffixe -μα, le -ω- qui le précède n'est pas un suffixe formateur de racine mais fait partie de la racine du mot. Étant donné que « génome » fait référence à la composition génétique complète d'un organisme, un néo-suffixe -ome fait ici référence à la « totalité » ou à l'« achèvement ».

## Historique
Un tournant historique est marqué vers la création des omiques lorsqu'en 1944 Erwin Schrödinger publie son essai Qu'est-ce que la vie ?
La nouvelle discipline s’articule alors autour de la biochimie et de la génétique, avec les apports de la physique, de la chimie et de la biologie. La bactérie Escherichia coli et ses virus, les coliphages, servirent alors de modèle de référence pour établir entre les années 1950 et 1960 la théorie fondamentale de la biologie moléculaire : la compréhension des mécanismes de fonctionnement de la cellule, protégée de l’extérieur grâce à ses membranes lipidiques, et du rôle des acides nucléiques -ADN et ARN pour la synthèse des protéines.
Les bioinformaticiens et les biologistes moléculaires furent parmi les premiers scientifiques à appliquer largement les suffixes « -ome »/« omique » dans le quatrième quart du XXe siècle. Parmi les premiers utilisateurs de cette idée figuraient les bioinformaticiens de Cambridge (Royaume-Uni), où se trouvaient les premiers laboratoires de bioinformatique tels que le centre MRC, le centre Sanger et l'EBI (Institut européen de bio-informatique). Le centre MRC réalisa les premiers projets sur le génome et le protéome.

## Applications

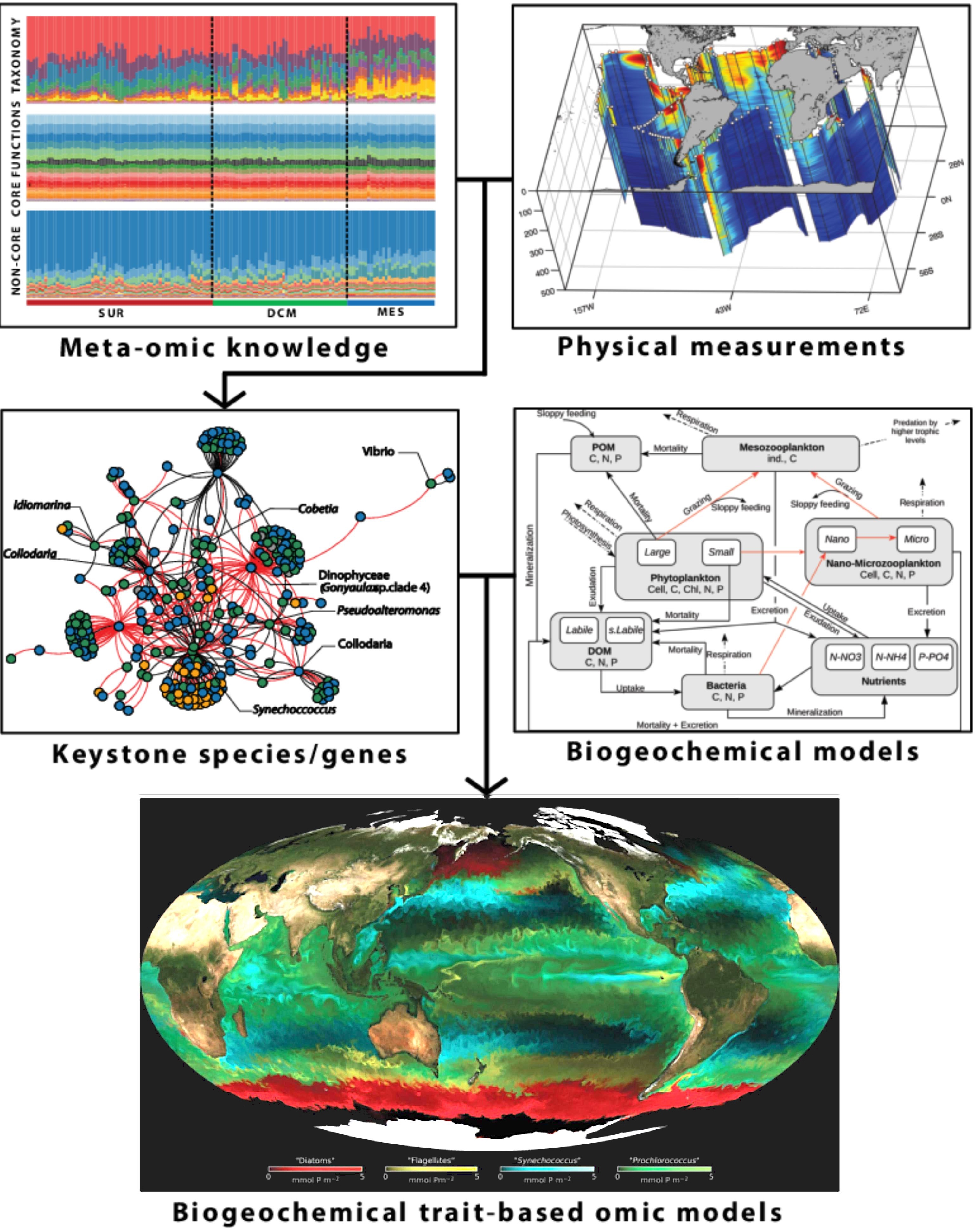
Modélisation biogéochimique à partir de différentes -omiques (2017)

Les domaines d'études et d'applications des omiques ne cessent de croître depuis la fin du XXe siècle, particulièrement avec les avancées informatiques et l'ère d'Internet. Plus récemment, les omiques ont trouvé une nouvelle échelle de recherche dans la multiomique, permettant d'associer et de croiser scientifiquement les données de ces différents champs d'applications omiques pour une plus grande finesse d'analyse et de résultats.

### Domaines d'études omiques
- Génomique : étude du génome de tous types d'organismes.
  - Génomique cognitive : étude des changements dans les processus cognitifs associés aux profils génétiques.
  - Génomique comparative : étude de la relation entre la structure et la fonction du génome de différentes espèces ou souches biologiques.
  - Génomique fonctionnelle : Décrit les fonctions et les interactions des gènes et des protéines (utilise souvent la transcriptomique).
  - Métagénomique : étude des métagénomes, c'est-à-dire du matériel génétique récupéré directement dans des échantillons environnementaux[5].
  - Neurogénomique : étude des influences génétiques sur le développement et la fonction du système nerveux.
  - Pangénomique : étude de l'ensemble des gènes ou des génomes présents dans une espèce donnée.
  - Génomique personnelle : branche de la génomique qui s'occupe du séquençage et de l'analyse du génome d'un individu. Une fois les génotypes connus, le génotype de l'individu peut être comparé aux publications scientifiques afin de déterminer la probabilité d'expression d'un trait et son risque de maladie. C'est une branche de la médecine personnalisée.

- L'épigénome est le support du génome, des fixateurs de protéines et d'ARN, les structures alternatives de l'ADN et des modifications chimiques sur l'ADN.
  - Épigénomique : étude des modifications de l'épigénome d'une cellule. Les technologies modernes employées comprennent la conformation des chromosomes par Hi-C, diverses méthodes de séquençage ChIP-Seq et autres combinées à des fractionnements protéomiques, et des méthodes de séquençage qui cherchent les modifications chimiques des cytosines, comme le séquençage au bisulfite.
  - Nucléomique : étude de l'ensemble complet des composants génomiques qui forment le noyau cellulaire (nucléome). Le 4D Nucleome Consortium a officiellement rejoint l'IHEC (International Human Epigenome Consortium) en 2017.

- Le lipidome est l'ensemble des cellules lipidiques d'un organisme, y compris les modifications apportées par un organisme à cet ensemble particulier de lipides, produit par un organisme ou un système.
  - Lipidomique : étude à grande échelle des voies et des réseaux de lipides. Les techniques de spectrométrie de masse sont utilisées ici.

- Le protéome est l'ensemble des protéines, comprenant également les modifications apportées à un ensemble particulier de protéines, par un organisme ou un système.
  - Protéomique : étude à grande échelle des protéines, en particulier de leurs structures et de leurs fonctions. Des techniques de spectrométrie de masse sont utilisées.
  - Immunoprotéomique : étude de grands ensembles de protéines (protéomique) impliquées dans la réponse immunitaire.
  - Nutriprotéomique : identification des cibles moléculaires des composants nutritifs et non-nutritifs de l'alimentation. Utilise les données de spectrométrie de masse de la protéomique, notamment pour l'étude d'expression des protéines.
  - Protéogénomique : un domaine émergent de la recherche biologique à l'intersection de la protéomique et de la génomique. Utilisation des données protéomiques pour l'annotation des gènes.
  - Génomique structurelle : étude de la structure tridimensionnelle de chaque protéine codée par un génome donné, en utilisant une combinaison d'approches expérimentales et de modélisation.
- Le sécrétome est l’ensemble des molécules organiques et inorganiques sécrétées par des cellules, des tissus, des organes et des organismes biologiques.

- La glycomique est l'étude complète du glycome, c'est-à-dire des sucres et glucides.

- Le transcriptome est l'ensemble de toutes les molécules d'ARN, y compris l'ARNm, l'ARNr, l'ARNt et d'autres ARN non codants, produites dans une ou une population de cellules.
  - Transcriptomique : étude des transcriptomes, de leurs structures et de leurs fonctions.

- Métabolomique : étude scientifique des processus chimiques impliquant des métabolites. Il s'agit d'une étude systématique des empreintes chimiques uniques que des processus cellulaires spécifiques laissent derrière eux. C'est en d'autres mots l'étude de leurs profils, du stade de métabolites à celui de « petites molécules »[6].
- Métabonomique : mesure quantitative de la réponse métabolique dynamique multi-paramétrique des systèmes vivants à des stimuli physiopathologiques ou à des modifications génétiques.

- Génomique nutritionnelle : une science qui étudie la relation entre le génome humain, la nutrition et la santé. Comme la pharmacogénomique, elle mène à la personnalisation des effets de la nutrition sur un patient[7].
  - La nutrigénétique étudie l'effet des variations génétiques sur l'interaction entre l'alimentation et la santé, avec des implications pour les sous-groupes sensibles.
  - Nutrigénomique : Étude des effets des aliments et de leurs constituants sur l'expression des gènes. Elle étudie l'effet des nutriments sur le génome, le protéome et le métabolome.
- La pharmacogénomique étudie l'effet de la somme des variations au sein du génome humain sur les médicaments ;
- La pharmacomicrobiomique étudie l'effet des variations du microbiome humain sur les médicaments et vice versa.
- Toxicogénomique : domaine scientifique qui traite de la collecte, de l'interprétation et du stockage d'informations sur l'activité des gènes et des protéines dans une cellule ou un tissu particulier d'un organisme en réponse à des substances toxiques.

### Autres
- Interactomique : étude des interactions entre les différentes molécules biochimiques (par exemple entre protéines différentes ou identiques dans le protéome et dans différents contextes).
- Mitointeractomique : prédiction des interactions protéine-protéine, de leurs propriétés physico-chimiques, du polymorphisme et des maladies liées au protéome mitochondrial[8].
- Psychogénomique : processus consistant à appliquer les outils de la génomique et de la protéomique pour parvenir à une meilleure compréhension des substrats biologiques et des maladies du cerveau qui se manifestent par des anomalies du comportement. En appliquant la psychogénomique à l'étude de la toxicomanie, le but ultime est de mettre au point des traitements plus efficaces pour ces troubles ainsi que des outils de diagnostic objectifs, des mesures préventives et, éventuellement, des remèdes.
- Génomique des cellules souches : aide à la recherche biologique autour des cellules souches. L'objectif est de faire des cellules souches un système-modèle de premier plan pour comprendre la biologie humaine et ses états pathologiques et, finalement, d'accélérer les progrès vers une application clinique.
- Connectomique : étude du connectome, la totalité des connexions neuronales du cerveau (ensemble cerveau gauche-cerveau droit-cervelet-gliome-moelle épinière).
- Microbiomique : étude des génomes des communautés de micro-organismes qui vivent dans une niche environnementale spécifique (par exemple les intestins ou le cerveau humains).

- Cellomique : l'analyse et l'étude quantitative des cellules à l'aide de méthodes de bioimagerie et de bioinformatique.
- Tomomique : Combinaison de la tomographie et des méthodes omiques pour comprendre la biochimie des tissus ou des cellules à haute résolution spatiale, généralement à l'aide de données de spectrométrie de masse par imagerie[9].
- Ethomique : mesure à haut débit du comportement des animaux par des machines.
- Vidéomique (ou « vide-omique ») : paradigme ou technique d'analyse vidéo inspiré des principes de la génomique, où une séquence vidéo (ou « d'images en continu ») peut être interprétée comme la capture d'une image unique évoluant dans le temps par le biais de mutations révélant une scène[10].
- Multiomique : Intégration de différentes omiques dans une seule étude ou un seul pipeline analytique.

## Culture
Ne doit pas être confondu avec Culturomique (biologie).
Inspirée par des questions fondamentales en biologie de l'évolution, une équipe de Harvard autour de Jean-Baptiste Michel et Erez Lieberman Aiden a créé le néologisme américain « culturomics » (culturomiques) pour décrire l'application de la collecte et de l'analyse de données massives aux études culturelles et artistiques. Cette pratique tend à se développer avec l'aide de l'informatique et de l'utilisation et de la transcription de données dans de nombreuses formes d'art. Ainsi, loin du processus scientifique d'études biologique et bioinformatiques, il s'agit ici plutôt d'un outil au service de la création.